# Quad9
Quad9 est un  résolveur DNS récursif public mondial qui vise à protéger les utilisateurs contre les logiciels malveillants et l'hameçonnage. Quad9 est géré par une fondation suisse non lucrative du même nom et reconnue d'utilité publique. Celle-ci se fixe pour objectif d'améliorer la confidentialité et la sécurité en ligne des utilisateurs d'Internet. Puisque le siège de l'organisation est situé à Zurich, Quad9 est entièrement soumis à la loi suisse sur la protection de la vie privée. Cette juridiction s'étend à tous les utilisateurs de Quad9 quels que soient leurs nationalités ou de leur pays de résidence.
Le nom Quad9 exploite un moyen mnémotechnique qui consiste à rappeler l'adresse IP de son filtre de base en répétant quatre fois le chiffre neuf.

## Sécurité et confidentialité des données
D'après plusieurs évaluations indépendantes, Quad9 est le DNS le plus efficace pour bloquer les logiciels malveillants et les domaines d’hameçonnage, offrant un taux de succès de 97%,,,. En juin 2021, Quad9 bloquait plus de 100 millions d'infections de logiciels malveillants et d'attaques d'hameçonnage par jour. Le filtrage des logiciels malveillants par Quad9 est une option paramétrable par l'utilisateur. Pour déterminer les domaines qui seront filtrés, Quad9 utilise des listes fournies par une variété d'analystes indépendants en cybersécurité travaillant à l'aide de différentes méthodologies. Ces listes sont ensuite agrégées et un système de notation attribue un score de réputation aux domaines issus de ces listes. Par la suite, les "faux positifs" sont exclus des filtres. Dans tous les cas, Quad9  n'ajoute pas par lui-même de noms à ces listes de filtres,,,.
Quad9 a été le premier à utiliser une cryptographie forte  basée sur la norme DNS over TLS pour garantir la confidentialité des requêtes DNS de ses utilisateurs. Il a également été le premier à utiliser la technologie de validation cryptographique DNSSEC pour protéger les utilisateurs contre le piratage de noms de domaine,,,,. Enfin, Quad9 protège la vie privée de ses utilisateurs en ne conservant ni ne traitant leur adresse IP et est par conséquent conforme au RGPD,,.

## Emplacements
En août 2021, Quad9 fonctionnait à l'aide d'un réseau de 224 serveurs répartis dans 106 pays sur six continents différents.

## Service
Quad9 fourni son service de résolveur DNS à partir des douze adresses IP répertoriées dans le tableau ci-dessous. Ces adresses sont acheminées vers le serveur opérationnel le plus proche en utilisant un routage anycast. Quad9 prend en charge les protocoles DNS over TLS via le port 853, DNS over HTTPS via le port 443, et DNSCrypt via le port 443.
|                       | Haute sécurité / haute confidentialité | Haute sécurité / confidentialité modérée | Faible sécurité / haute confidentialité |
| --------------------- | -------------------------------------- | ---------------------------------------- | --------------------------------------- |
| Filtre les domaines   | OUI                                    | OUI                                      | NON                                     |
| Validation via DNSSEC | OUI                                    | OUI                                      | NON                                     |
| Protocle ECS          | NON                                    | OUI                                      | NON                                     |
| Via DoH               | https://dns.quad9.net/dns-query        | https://dns11.quad9.net/dns-query        | https://dns10.quad9.net/dns-query       |
| Via DoT               | dns.quad9.net                          | dns11.quad9.net                          | dns10.quad9.net                         |
| Par IPv4              | 9.9.9.9 149.112.112.112                | 9.9.9.11 149.112.112.11                  | 9.9.9.10 149.112.112.10                 |
| Par IPv6              | 2620:fe::fe 2620:fe::9                 | 2620:fe::11 2620:fe::fe:11               | 2620:fe::10 2620:fe::fe:10              |

## Liste des dirigeants
| Identité                        | Période        | Période | Durée |
| Identité                        | Début          | Fin     | Durée |
| ------------------------------- | -------------- | ------- | ----- |
| Bill Woodcock (en) (né en 1971) | septembre 2016 |         |       |